# 86-й гвардейский истребительный авиационный полк
86-й гвардейский истребительный авиационный Борисовский Краснознамённый ордена Суворова полк (86-й гв. иап) — воинская часть Военно-воздушных сил (ВВС) Вооружённых Сил РККА, принимавшая участие в боевых действиях Великой Отечественной войны.

## Наименования полка
За весь период своего существования полк несколько раз менял своё наименование:
- 20-й истребительный авиационный полк;
- 744-й истребительный авиационный полк;
- 86-й гвардейский истребительный авиационный полк;
- 86-й гвардейский истребительный авиационный Борисовский полк;
- 86-й гвардейский истребительный авиационный Борисовский Краснознамённый полк;
- 86-й гвардейский истребительный авиационный Борисовский Краснознамённый ордена Суворова полк;
- 86-й гвардейский морской истребительный авиационный Борисовский Краснознамённый ордена Суворова полк авиации ВМФ;
- Войсковая часть (Полевая почта) 06858.

## Создание полка
Сформирован в 8-м запасном истребительном авиаполку Приволжского военного округа в период с 14 июля по 18 августа 1941 года по штату 015/134 на самолётах Як-1 из части лётного состава 20-го иап, прибывшего с Юго-Западного фронта. Получил также наименование 20-й истребительный авиационный полк.
В составе 61-й смешанной авиадивизии ВВС Брянского фронта 20 августа 1941 года вступил в боевые действия против фашистской Германии и её союзников на самолётах Як-1. Приказом штаба 61-й смешанной дивизии 18 января 1942 года полк переименован в 744-й истребительный авиационный полк.
С 19 февраля 1942 года вёл боевые действия в составе ВВС 1-й ударной армии Северо-Западного фронта. С 14 июня полк вошёл в состав 240-й иад и воевал на Северо-западном, Ленинградском и Калининском фронтах. В составе этой дивизии полк находился до конца войны.
1 мая 1943 года за образцовое выполнение боевых задач и проявленные при этом мужество и героизм на основании Приказа НКО СССР № 199 от 1 мая 1943 года 744-й истребительный авиационный полк переформирован в 86-й гвардейский истребительный авиационный полк. На вооружении полка находились самолёты Як-7б.
С 12 июля по 24 августа 1943 года полк боевой работы не вёл, вместе с дивизией находился в резерве СВГК, переучился и перевооружился на истребители Як-9. В 1944 году полк был перевооружён на Як-3, на которых закончил войну и пролетал до 1950 года.
При ведении боевых действий полк дислоцировался на аэродромах: Валдом, Семпополь (Schippenbeil), Беднари, Альтенау, Ораниенбург — до окончания войны.

## Послевоенная история полка
В августе 1945 года полк перелетел на аэродром Гроссенхайн, где базировался по 1947 год. До октября 1951 года полк продолжал находиться за пределами территории СССР, затем местом постоянной дислокации полка стал аэродром Лунга (Маркулешты) в Молдавии. К этому времени полк освоил истребители МиГ-15.
В 1954 году полк перевооружили на МиГ-17, на которых он летал до 1966 года, затем поступили МиГ-21 ПФ/ПФМ, и в 1976 году — МиГ-21бис. В 1970 году часть личного состава полка была откомандирована на комплектование авиационных подразделений в Египте, в рамках проводимой тогда операции «Кавказ». В 1989 году МиГ-21 были заменены на МиГ-29, на которых полк летал до самого расформирования. В 1989 году, в рамках Договора о сокращении обычных вооружений в Европе, из состава ВВС в ВМФ была передана 119-я истребительная авиационная дивизия в полном составе, в том числе и 86-й гвардейский истребительный авиационный Борисовский Краснознамённый ордена Суворова полк, который получил наименование 86-й гвардейский морской истребительный авиационный Борисовский Краснознамённый ордена Суворова полк.
В связи с распадом СССР 86-й гвардейский морской истребительный авиационный Борисовский Краснознамённый ордена Суворова полк 12 апреля 1992 года был передан под юрисдикцию Молдовы, где переформирован в смешанную авиационную бригаду. В 1997 году правительство Молдовы продало 21 самолёт МиГ-29 в США, которые первоначально поступили в разведывательный центр в Дейтон. Стоимость сделки составила 40 млн долларов.
С 23 декабря 1999 года полк переформирован в авиационную базу ВВС Молдовы.

## В действующей армии
В составе действующей армии:
- с 1 мая 1943 года по 11 июля 1943 года, итого — 71 день,
- с 26 августа 1943 года по 9 мая 1945 года, итого — 622 дня,

Всего 693 дня

## Командиры полка (список неполный)
- капитан, майор, подполковник Найденов Семён Николаевич (попал в плен)[4], 14.07.1941 — 15.09.1943
- гвардии подполковник Чистяков Владимир Алексеевич[4], 25.10.1943 — 31.12.1945
- Бородаенко (1964-66 гг.)
- Иванкин Анатолий Иванович (1966—1970 гг.)
- Нарожный (1970—1973 гг.)
- Зайцев Юрий Александрович (1973-76 гг.)
- Миргородский
- п/п-к А. Герасименко (?-1981 г.)
- В. Конюх (1981—1986 гг.)
- Федоренко Виктор Петрович (1986—1987 гг.)
- Руденко (1987—1989 гг.)
- гвардии полковник Коваль Владимир Иванович (1991-92 гг.)

## В составе соединений и объединений
| Период        | Фронт (округ)              | армия                | дивизия                                  | примечание                                                                |
| ------------- | -------------------------- | -------------------- | ---------------------------------------- | ------------------------------------------------------------------------- |
| 18.04.1943 г. | Ленинградский фронт        | 13-я воздушная армия | 240-я истребительная авиационная дивизия | Як-7Б                                                                     |
| 01.05.1943 г. | Ленинградский фронт        | 13-я воздушная армия | 240-я истребительная авиационная дивизия | Полк преобразован в гвардейский, Як-7Б                                    |
| 12.07.1943 г. | Резерв ставки ВГК          | авиация резерва      | 240-я истребительная авиационная дивизия | перевооружён на Як-9                                                      |
| 26.08.1943 г. | Калининский фронт          | 3-я воздушная армия  | 240-я истребительная авиационная дивизия | Як-9                                                                      |
| 20.10.1943 г. | 1-й Прибалтийский фронт    | 3-я воздушная армия  | 240-я истребительная авиационная дивизия | Як-9                                                                      |
| 17.10.1943 г. | 1-й Прибалтийский фронт    | 3-я воздушная армия  | 240-я истребительная авиационная дивизия | выведен в тыл, аэр. Дубовицы, ввод в строй молодого лётного состава, Як-9 |
| 13.05.1944 г. | 2-й Белорусский фронт      | 4-я воздушная армия  | 240-я истребительная авиационная дивизия | Як-9                                                                      |
| 29.05.1944 г. | 3-й Белорусский фронт      | 1-я воздушная армия  | 240-я истребительная авиационная дивизия | Як-9                                                                      |
| 20.09.1944 г. | 3-й Белорусский фронт      | 1-я воздушная армия  | 240-я истребительная авиационная дивизия | Лётный состав полка убыл в Саратов для получения Як-3 на авиазаводе № 292 |
| 15.10.1944 г. | 3-й Белорусский фронт      | 1-я воздушная армия  | 240-я истребительная авиационная дивизия | Як-3                                                                      |
| 14.04.1945 г. | 1-й Белорусский фронт      | 16-я воздушная армия | 240-я истребительная авиационная дивизия | Як-3 для участия в Берлинской операции                                    |
| 09.05.1945 г. | 1-й Белорусский фронт      | 16-я воздушная армия | 240-я истребительная авиационная дивизия | Як-3, Ораниенбург, Германия                                               |
| 01.10.1951 г. | Одесский военный округ     | 48-я воздушная армия | 119-я истребительная авиационная дивизия | Маркулешты, Молдавская ССР                                                |
| 1989 г.       | Одесский военный округ     | 5-я воздушная армия  | 119-я истребительная авиационная дивизия | получены первые самолёты МиГ-29 из 642-го иап, Маркулешты, Молдавская ССР |
| 01.09.1989 г. | Черноморский флот ВМФ СССР | ВВС флота            | 119-я истребительная авиационная дивизия | МиГ-29, Маркулешты, Молдавская ССР                                        |
| 12.04.1992 г. | Черноморский флот ВМФ СССР | ВВС флота            | 119-я истребительная авиационная дивизия | МиГ-29, Маркулешты, Молдавская ССР                                        |

## Участие в операциях и битвах
- Смоленская операция — с 24 августа 1943 года по 2 октября 1943 года.
- Духовщинско-Демидовская наступательная операция — с 14 сентября 1943 года по 2 октября 1943 года.
- Невельская наступательная операция — с 6 октября 1943 года по 10 октября 1943 года.
- Белорусская операция «Багратион» — с 23 июня 1944 года по 28 августа 1944 года.
- Витебско-Оршанская операция — с 23 июня 1944 года по 26 июня 1944 года.
- Минская операция — с 29 июня 1944 года по 4 июля 1944 года.
- Вильнюсская фронтовая наступательная операция — с 5 июля 1944 года по 20 июля 1944 года.
- Каунасская наступательная операция — с 28 июля 1944 года по 28 августа 1944 года.
- Гумбиннен-Гольдапская операция — с 16 октября 1944 года по 27 октября 1944 года.
- Восточно-Прусская операция — с 13 января 1945 года по 25 апреля 1945 года.
- Инстербургско-Кёнигсбергская операция — с 13 января 1945 года по 27 января 1945 года.
- Кёнигсбергская операция — с 6 апреля 1945 года по 9 апреля 1945 года.
- Земландская наступательная операция — с 13 апреля 1945 года по 25 апреля 1945 года.
- Берлинская наступательная операция — с 16 апреля 1945 года по 8 мая 1945 года.

## Почётные наименования
86-му гвардейскому истребительному авиационному полку за отличие в боях с немецкими захватчиками при форсировании реки Березина и за овладение городом Борисов присвоено почётное наименование «Борисовский»

## Награды
- За успешное выполнение заданий командования в боях с немецкими захватчиками, за овладение столицей Советской Белоруссии городом Минск и проявленные при этом доблесть и мужество 86-й гвардейский Борисовский истребительный авиационный полк награждён орденом Красного Знамени[6]
- За образцовое выполнение боевых заданий командования в боях с немецкими захватчиками при овладении городом Кёнигсберг и проявленные при этом доблесть и мужество 86-й гвардейский Борисовский Краснознамённый истребительный авиационный полк награждён орденом Суворова III степени[7]

## Благодарности Верховного Главнокомандующего
Лётчикам полка была объявлена благодарность Верховного Главнокомандующего:
- за освобождение города Невель[8]
- за прорыв сильно укреплённой и развитой в глубину обороны Витебского укреплённого района немцев, южнее города Витебск[9]
- за освобождение города Орша[10]
- за овладение городом Минск[11]
- за овладение городом Гродно[12]
- за овладение городом и крепостью Каунас (Ковно)[13]
- за прорыв обороны немцев и вторжение в пределы Восточной Пруссии[14]
- за прорыв обороны немцев в Восточной Пруссии[15]
- за овладение городами Тильзит, Гросс-Скайсгиррен, Ауловенен, Жиллен и Каукемен[16]
- за овладение городом Инстербург[17]
- за овладение городами Вормдитт и Мельзак[18]
- за овладение городом Хайлигенбайль[19]
- за разгром группы немецких войск юго-западнее Кёнигсберга[20]
- за овладение городом и крепостью Кёнигсберг[21]

## Отличившиеся воины полка
- Горбатко Виктор Васильевич, лётчик-космонавт СССР, полковник, проходил службу в должности лётчика полка с 1956 по 1960 гг., Герой Советского Союза (1969).
- Дергач Алексей Николаевич, капитан, заместитель командира эскадрильи и штурман 86-го Гвардейского истребительного авиационного полка 240-й истребительной авиационной дивизии 13-й воздушной армии 4 февраля 1944 года удостоен звания Герой Советского Союза. Золотая Звезда № 4842.
- Ковзан Борис Иванович, старший лейтенант, лётчик 744-го истребительного авиационного полка 240-й истребительной авиационной дивизии 6-й воздушной армии 24 августа 1943 года удостоен звания Герой Советского Союза. Золотая Звезда № 1103.
- Лобас Пётр Калиникович, капитан, командир эскадрильи 86-го гвардейского истребительного авиационного полка 240-й истребительной авиационной дивизии 1-й воздушной армии 19 апреля 1945 года удостоен звания Герой Советского Союза. Золотая Звезда № 8730
- Мотуз Иван Фомич, капитан, командир эскадрильи 744-го истребительного авиационного полка 240-й истребительной авиационной дивизии 6-й воздушной армии 24 августа 1943 года удостоен звания Герой Советского Союза. Золотая Звезда № 1114.
- Сомов Иван Константинович, лейтенант, заместитель командира эскадрильи 86-го Гвардейского истребительного авиационного полка 240-й истребительной авиационной дивизии 3-й воздушной армии 4 февраля 1944 года удостоен звания Герой Советского Союза. Золотая Звезда № 2821.
- Хрунов Евгений Васильевич, лётчик-космонавт СССР № 15, полковник, проходил службу в должности лётчика полка с 1956 по 1960 гг., Герой Советского Союза (1969).

## Статистика боевых действий
Всего за годы Великой Отечественной войны полком:
| Выполнено боевых вылетов | Сбито самолётов в воздухе | Уничтожено самолётов всего |
| ------------------------ | ------------------------- | -------------------------- |
| 10865                    | 393                       | 433                        |

Свои потери:
| Потеряно самолётов, всего | Погибло лётчиков всего | Погибло лётчиков в воздушных боях | Не вернулись с боевого задания | Погибло при налётах и прочие небоевые потери | Погибло в авиакатастрофах и умерло от ран |
| ------------------------- | ---------------------- | --------------------------------- | ------------------------------ | -------------------------------------------- | ----------------------------------------- |
| 120                       | 61                     | 22                                | 31                             | 1                                            | 7                                         |

## Самолёты на вооружении
| Период      | Самолёты            |
| ----------- | ------------------- |
| 1941 — 1942 | Як-1                |
| 1942 — 1943 | Як-7Б               |
| 1943 — 1944 | Як-9                |
| 1944 — 1950 | Як-3                |
| 1950 — 1955 | МиГ-15              |
| 1954 — 1966 | МиГ-17              |
| 1966 — 1989 | МиГ-21 ПФ, ПФМ, БИС |
| 1989 — 1992 | МиГ-29              |

## Базирование

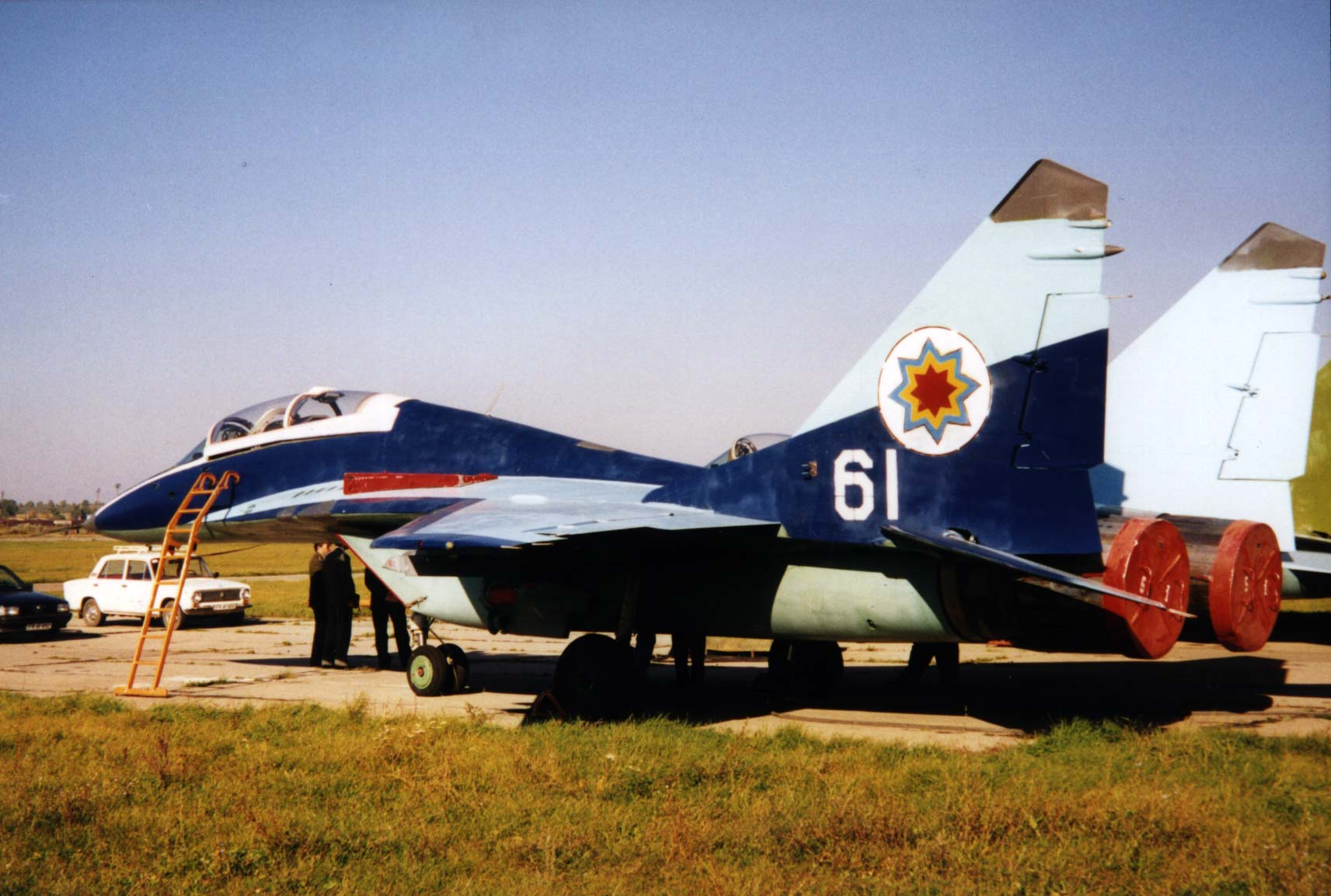
МиГ-29УБ молдавских ВВС, проданный США (1997 год)

- Ораниенбург, Германия, 5.45 — 8.45
- Гроссенхайн, Германия, 8.45 — 1947 г.
- Кётен, Германия, 1947—1949 гг.
- Фалькенберг, Германия, 1949 — 10.51
- Маркулешты, Молдавская ССР, 10.51 — 4.92